# Aglais rizana
Aglais rizana är en fjärilsart som beskrevs av Moore 1872. Aglais rizana ingår i släktet Aglais och familjen praktfjärilar. Inga underarter finns listade i Catalogue of Life.